# Mary Gibbs
Mary Gibbs (Pasadena, 5 de outubro de 1996) é uma dubladora americana. Ela é mais conhecida por dar voz à Boo no filme de animação da Pixar Monstros S.A.

## Biografia e carreira
Mary Gibbs nasceu em Pasadena, Califórnia, filha do diretor e artista de história da Pixar Rob Gibbs (1964–2020). Um dos bebês da produção listados nos créditos do filme Toy Story 2 (1999) é Mary ; Rob Gibbs foi o artista da história daquele filme.
Como Gibbs era uma criança na época em que foi gravada como a voz de Boo em Monsters Inc., seus pais contribuíram para a equipe para simulação de cenários que provocariam as reações de áudio necessárias que seriam suas falas. Quando o filme da Pixar Inside Out em produção, as gravações de áudio dos gritos da atriz foram reutilizadas para a Riley na versão criança. Quando adolescente, Gibbs sofria de escoliose antes de ser submetida a uma cirurgia em 2012.
Gibbs voltou a atuar em 2022, dublando a personagem Janessa Jensen na série de audiodrama Heroes of Extinction para a Adventurous Ideas, LLC. Em janeiro de 2022, Gibbs falou em um painel no evento Bakersfield Mouse-Con sobre o projeto ao lado de outros atores e produtores da série.

## Filmografia

### Filme
| Ano  | Título                          | Papel                  | Notas                                |
| ---- | ------------------------------- | ---------------------- | ------------------------------------ |
| 1998 | The Lion King II: Simba's Pride | Bebê Kiara (voz)       | Vídeo                                |
| 2001 | Monsters, Inc.                  | Boo (voz)              |                                      |
| 2002 | Leitura em DVD de Monstros S.A. | Boo (voz)              | Gravações curtas/arquivadas em vídeo |
| 2013 | Monsters University             | Garota na cabine (voz) | Gravações de arquivo                 |
| 2015 | Inside Out                      | Bebê Riley (voz)       | Gravações de arquivo                 |
| 2017 | O Último Convidado              | Carlota                | Dublagem em inglês de 2019           |

### Video games
| Ano  | Título                              | Papel     | Notas                |
| ---- | ----------------------------------- | --------- | -------------------- |
| 2001 | Monsters, Inc.                      | Boo (voz) | Gravações de arquivo |
| 2001 | Monsters, Inc. Scream Team Training | Boo (voz) | Gravações de arquivo |
| 2002 | Mike's Monstrous Adventure          | Boo (voz) | Gravações de arquivo |
| 2002 | Monsters, Inc. Scream Arena         | Boo (voz) | Gravações de arquivo |
| 2019 | Kingdom Hearts III                  | Boo (voz) | Gravações de arquivo |